# Marek Uram

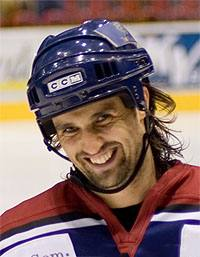
Marek Uram.

Marek Uram, född 8 september 1974, är en slovakisk ishockeyspelare som för närvarande spelar för HC Slovan Bratislava i den inhemska ligan Extraliga (Slovakien) där han blev mästare med klubben säsongen 2006/2007.Marek Uram har innan dess spelat sju säsonger för HC Znojmo i Extraliga (Tjeckien). Där var han en av lagets viktigaste spelare och vann bland annat skytteligan i serien säsongen 2000/2001.
På landslagsnivå har Marek Uram bland annat varit med om att vinna Slovakiens första och hittills enda VM-guld under världsmästerskapen 2002 i Göteborg i Sverige.